# Castillo Club de Fútbol
Maillots
Le Castillo Club de Fútbol est un club de football espagnol basé à Castillo del Romeral, dans la municipalité de San Bartolomé de Tirajana aux Canaries. Le club évolue pour la saison 2020 - 2021 en 5ᵉ division.
Le club joue ses matchs à domicile dans le Stade municipal de Castillo del Romeral.

## Histoire
Fondé le 26 février 1950, le Castillo Club de Fútbol avait alors comme président Antonio Guedes Artiles.
Club historique de l'île Grande Canarie, ce dernier a passé neuf saisons en Tercera División des Canaries.
En 2001, le club emménage dans le tout nouveau Stade municipal de Castillo del Romeral.
Lors de la saison 2003 - 2004 le Castillo C.F. termine champion de ce même championnat. Fort de ce titre le club promu pour la première fois de son histoire lors de la saison 2004 - 2005 en Segunda División B (3ᵉ division nationale Espagnole). La concurrence étant rude et les moyens financiers réduits, la saison d'après le club termine 16ᵉ du championnat se trouvant dans une situation de relégable barragiste. Finalement les Castilleros sont défaits en finale des barrages 1-0 puis 2-0 contre l'équipe de Baza et est reléguée en division inférieure.

## Saisons
| Saisons     | Divisions          | Classements |
| ----------- | ------------------ | ----------- |
| 1950 – 1999 | Régionale          | —           |
| 1999 - 2000 | Tercera División   | 4ᵉ          |
| 2000 - 2001 | Tercera División   | 5ᵉ          |
| 2001 - 2002 | Tercera División   | 2ᵉ          |
| 2002 - 2003 | Tercera División   | 2ᵉ          |
| 2003 - 2004 | Tercera División   | 1er         |
| 2004 - 2005 | Segunda División B | 10ᵉ         |
| 2005 - 2006 | Segunda División B | 16ᵉ         |
| 2006 - 2007 | Tercera División   | 5ᵉ          |
| 2007 - 2008 | Tercera División   | 4ᵉ          |

| Saisons     | Divisions                            | Classements |
| ----------- | ------------------------------------ | ----------- |
| 2008 - 2009 | Tercera División                     | 3ᵉ          |
| 2009 - 2010 | Tercera División                     | 12ᵉ         |
| 2010 - 2011 | Insular Preferente de Gran Canaria   | 19ᵉ         |
| 2011 - 2012 | 1er Regional Aficionado-Gran Canaría | 8ᵉ          |
| 2012 - 2013 | 1er Regional Aficionado-Gran Canaría | 5ᵉ          |
| 2013 - 2014 | 1er Regional Aficionado-Gran Canaría | 8ᵉ          |
| 2015 - 2016 | 2nd Regional Aficionado-Gran Canaría | 2ᵉ          |
| 2016 - 2017 | 1er Regional Aficionado-Gran Canaría | 15ᵉ         |
| 2017 - 2018 | 1er Regional Aficionado-Gran Canaría | 6ᵉ          |
| 2018 - 2019 | 1er Regional Aficionado-Gran Canaría | 5ᵉ          |

## Palmarès
- Championnat d'Espagne de D4 (1) :
  - Champion : 2004
- Championnat d'Espagne de D6 (1) :
  - Champion : 1987
- Championnat d'Espagne de D7 (1) :
  - Champion : 1995